# ペドロ・ブノワ

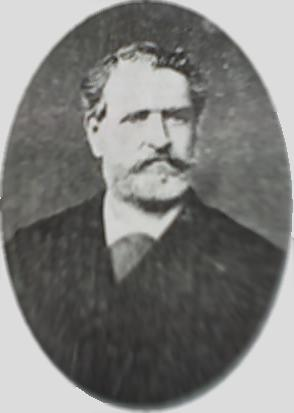
ペドロ・ブノワ

ペドロ・ブノワ（Pedro Benoit、1836年2月18日 - 1897年4月4日）はアルゼンチン生まれの土木技術者、都市計画家、建築家 、政治家。測量を修めて、ブエノスアイレスで測量師として活動していたほか、市の治水事業や路面電車の建設に従事し、その後イツサインゴやサンタロサデの都市計画に従事した後、ラプラタの市会議員に選出された。ラプラタでは大聖堂や大蔵省庁舎、兵舎や警察、消防、刑務所といった行政の建物から天文台などの建築を手がけている。その他の作品にブエノスアイレス大学旧学部棟、サンタカタリーナ教会などがある。